# Day 1 Studios
Day 1 Studios — американська приватна компанія, розробник комп'ютерних ігор. Компанія має два офіси, перший з яких розташований в Чикаго, а другий - в місті Hunt Valley,штат Меріленд.

## Історія
Day 1 Studios була заснована в 2001 році. Засновниками є чотири колишніх співробітника різних компаній по розробці і виданню ігор: Денні Торлі (англ. Denny Thorley) з компанії FASA Studio, Майк МакДональд (англ. Mike McDonald) з Electronic Arts, ТіДжей Вагнер (англ. TJ Wagner) з Microsoft Game Studios і Ден Хей (англ. Dan Hay) з Activision.
Першим проектом компанії стала Xbox-ексклюзивна комп'ютерна гра MechAssault, видана Microsoft Game Studios в листопаді 2002 року. У грудні 2004 року вийшов сиквел - MechAssault 2: Lone Wolf - який теж був виданий Microsoft Game Studios ексклюзивно для консолі Xbox.
Наступним великим проектом Day 1 Studios стала співпраця з Monolith Productions. Day 1 Studios було доручено перенести випущений в жовтні 2005 року ексклюзивний для ПК шутер від першої особи F.E.A.R. на ігрові консолі PlayStation 3 і Xbox 360. В результаті версія для Xbox 360 була випущена на початку листопада 2006 року , а версія для PlayStation 3 - у другій половині квітня 2007 року.
В початку серпня 2006 року Day 1 Studios підписала угоду з LucasArts, згідно з яким Day 1 Studios буде розробляти гру з інтелектуальної власності LucasArts для ігрових консолей сьомого покоління. 2 травня 2007 ця гра була офіційно анонсована, було розкрито її особливості і подробиці . Дана гра - шутер від третьої особи Fracture, основною геймплейною особливістю якого є можливість деформування ландшафту . Гра Fracture вийшла на початку жовтня 2008 року на PlayStation 3 і Xbox 360 і отримала середні оцінки преси.
8 квітня 2010 відбувся офіційний анонс гри F.E.A.R. 3, в якому було повідомлено, що Day 1 Studios приймає основну роль у розробці цієї гри, а Monolith Productions, розробник першої та другої частини серії, надає допомогу і сприяння в розробці.«Monolith Productions передала естафету Day 1 Studios для створення якісної, потужної гри, яка залишається вірні коріння F.E.A.R., але підніме серію на абсолютно новий рівень », - заявив з цього приводу Мартін Трембле (англ. Martin Tremblay), президент Warner Bros. Interactive Entertainment.

## Список розроблених ігор
- MechAssault – Xbox (2002)
- MechAssault 2: Lone Wolf – Xbox (2004)
- F.E.A.R. (Консольні порти) – Xbox 360 (2006), PS3 (2007)
- Fracture – Xbox 360, PS3 (2008)
- F.E.A.R. 3 – PC, PS3, Xbox 360 (2011)